# تجربة NA49

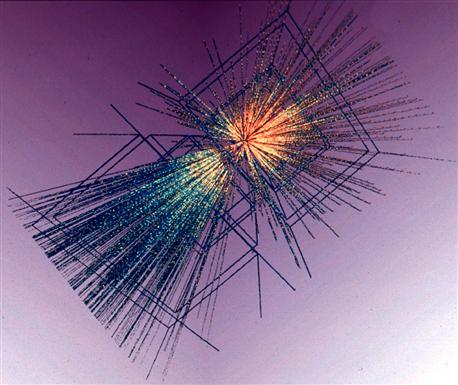
التجربة بدأت بحلول 1991 سبتمبر 18

تجربة NA49 إحدى تجارب فيزياء الجسيمات موجودة في الجزء الشمالي منالمسرع الأكبر للبروتونات في معمل سيرن.
 الهدف منها التحقق من خصائص كوارك – غلوون البلازما.
تجربة NA49 هي التجربة التالية لتجربة NA35 تمت الموافقة عليها 18 سبتمبر 1991 وتم الانتهاء من التجربة 19 أكتوبر 2002 خلفها تجربة NA61 ,وكان المتحدث الرسمي عنها بيتر سيبوث.

## وصلات خارجية
- NA49 experiment website

- NA49 experiment 'general public' website

- NA49 experiment @ CERN Document Server (Includes both committee documents and publications of the NA49 collaboration)
- NA49 experiment @ SPIRES
- NA49 experiment @ CERN Greybook